# 1917: Speranță și moarte
1917 este un film epic de război din 2019 regizat, co-scris și produs de Sam Mendes. În film joacă George MacKay, Dean-Charles Chapman, Mark Strong, Andrew Scott, Richard Madden, Claire Duburcq, Colin Firth și Benedict Cumberbatch. Se bazează în parte pe întâmplări povestite lui Mendes de către bunicul său din partea tatălui, Alfred Mendes, și prezintă povestea a doi tineri soldați britanici din Primul Război Mondial cărora li se dă o misiune de a livra un avertisment despre o ambuscadă în timpul unui viitor atac britanic, la scurt timp după retragerea germană pe linia Hindenburg în timpul operațiunii Alberich (Unternehmen Alberich) din februarie-martie 1917. 
Proiectul a fost anunțat oficial în iunie 2018, MacKay și Chapman semnând în octombrie 2018 și restul distribuției în luna martie 2019. Filmările au avut loc din aprilie până în iunie 2019 în Anglia și Scoția. Directorul de imagine Roger Deakins a folosit tehnica filmărilor de lungă durată pentru ca întregul film să apară ca o singură filmare continuă. 
1917 a avut premiera în Marea Britanie la 4 decembrie 2019 și a fost lansat cinematografic în Statele Unite la 25 decembrie de către Universal Pictures și în Regatul Unit la 10 ianuarie 2020, de către eOne. Filmul a fost lăudat de critici pentru regia lui Mendes, coloana sonoră, cinematografia, efectele sonore și pentru realismul său. Printre diversele sale premii, filmul a avut 10 nominalizări la a-92-a ediție a premiilor Oscar, inclusiv pentru cea mai bună imagine, cel mai bun regizor și cel mai bun scenariu original. La cea de a 77-a ediție a premiilor Globul de Aur, filmul a câștigat premiul pentru cel mai bun film dramatic și pentru cel mai bun regizor, iar la cea de a 73-a ediție a Premiilor BAFTA a avut nouă nominalizări.

## Rezumat

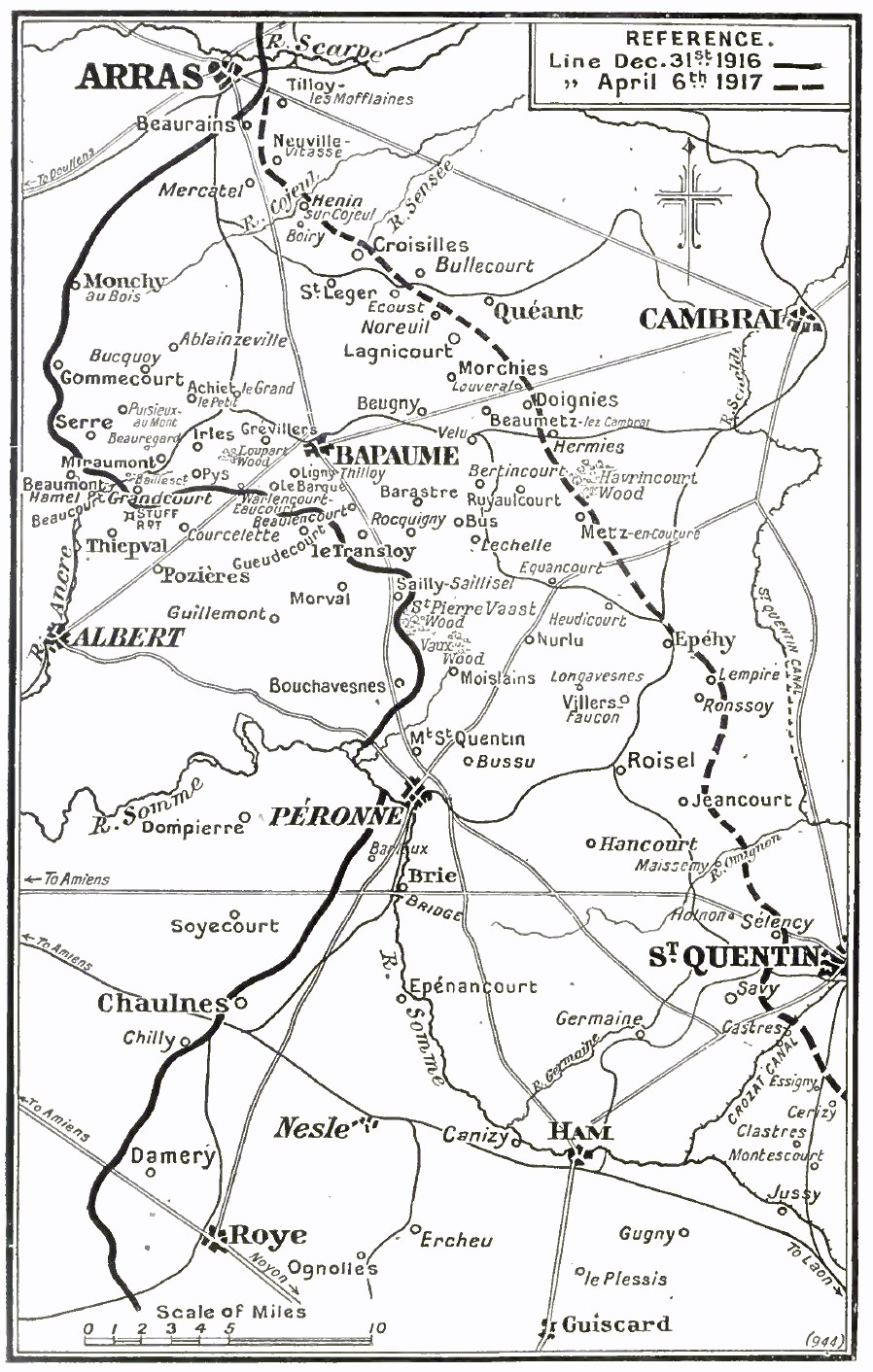
Linia frontului înainte și după Operațiunea Alberich

În timpul Primului Război Mondial din aprilie 1917, armata germană s-a retras dintr-un sector al Frontului de Vest din nordul Franței. Generalul Erinmore îi informează despre acest lucru pe doi tineri soldați britanici, Blake și Schofield. Prin recunoaștere aeriană s-a aflat că germanii nu sunt în retragere, în schimb au făcut o retragere tactică spre noua lor linie Hindenburg, unde așteaptă să-i copleșească cu artileria pe britanicii care îi vor ataca. Din moment ce liniile telefonice de câmp sunt tăiate, Blake și Schofield sunt rugați să transmită personal un mesaj către Batalionul II al Regimentului Devonshire, pentru ca atacul planificat să fie anulat, atac care ar putea costa viața a 1.600 de bărbați, inclusiv fratele lui Blake, locotenentul Joseph. 
Schofield și Blake traversează linia frontului și ajung la tranșeele germane abandonate. Într-un buncăr subteran descoperă capcane cu fir exploziv, pe care un șobolan le declanșează. Explozia care a urmat aproape îl ucide pe Schofield, dar Blake îl scoate afară. Ajung la o fermă abandonată, unde asistă la o luptă de avioane. Avionul german cade peste fermă și Schofield și Blake încearcă să-l salveze pe pilotul german rănit care a luat foc. Schofield propune să-l omoare din milă, dar Blake îl trimite pe Schofield să aducă apă pentru pilot. Între timp pilotul îl înjunghie pe Blake și apoi este împușcat mortal de Schofield, care îl consolează pe Blake în timp ce moare, promițând că va finaliza misiunea. 
Schofield este preluat de o unitate britanică care trece pe lângă fermă. Un pod distrus lângă satul bombardat, Écoust-Saint-Mein, împiedică traversarea camioanelor, astfel încât Schofield traversează singur peste rămășițele podului. Pe pod este atacat de un lunetist german. Schofield îl urmărește și îl ucide pe lunetist, doar pentru a fi doborât de un glonț care ricoșează. 
Schofield își recapătă conștiința noaptea. Urmărit de un soldat german care trage după el, Schofield ajunge în ascunzătoarea unei femei franceze cu un prunc. Ea îi tratează rănile și el îi dă mâncarea pe care o are la el și plosca lui umplută cu lapte de la fermă. Continuând, Schofield este de două ori descoperit de soldații germani. Îl sugrumă pe unul și îl împinge pe celălalt care este prea beat pentru a-l opri. Alți soldați îl fugăresc, dar el scapă sărind într-un râu. 
Schofield ajunge la batalion chiar înainte de începerea atacului britanic. Nereușind să oprească începutul atacului, el aleargă pe câmpul de luptă printre soldații care atacă, după ce și-a dat seama că tranșeele sunt prea pline de soldați pentru ca el să ajungă la comandant la timp. Forțează drumul către întâlnirea cu colonelul Mackenzie și atacul este oprit. 
Schofield îl găsește apoi pe Joseph - care a fost printre primele valuri atacante, dar nu este rănit - și îi transmite vestea morții lui Blake. Joseph este îndurerat, dar îi mulțumește lui Schofield pentru eforturile depuse. Schofield cere să-i scrie mamei lui Blake pentru a-i povesti despre eroismul lui Blake, iar Joseph este de acord. 
Schofield se îndepărtează și se așează sub un copac din apropiere. Filmul se încheie cu Schofield uitându-se la fotografiile sale, iar privitorul află că are două fiice tinere și o soție acasă.

## Distribuție
- George MacKay - Sub-caporal Will Schofield
- Dean-Charles Chapman - Sub-caporal Tom Blake
- Mark Strong - Căpitan Smith
- Andrew Scott - Locotenent Leslie
- Richard Madden - Locotenent Joseph Blake
- Claire Duburcq - Lauri
- Colin Firth - General Erinmore
- Benedict Cumberbatch - Colonel Mackenzie
- Daniel Mays - Sergent Sanders
- Adrian Scarborough - Maior Hepburn
- Jamie Parker - Locotenent Richards
- Michael Jibson - Locotenent Hutton
- Richard McCabe - Colonel Collins
- Chris Walley - Soldat Bullen
- Nabhaan Rizwan - Sepoy
- Michael Cornelius - Soldat Cornelius
- Daniel McMillon - Trăgător de elită

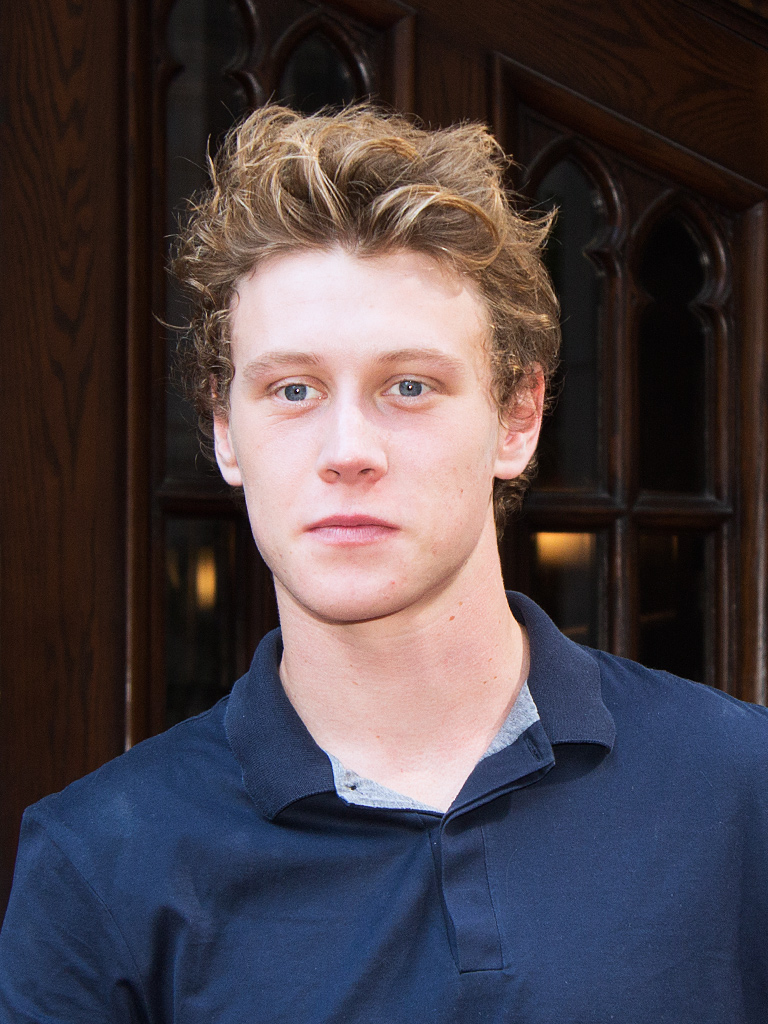
George MacKay

## Legături externe
- Site web oficial
- 1917: Speranță și moarte la Internet Movie Database